# Pyrostegia powabna
Pyrostegia powabna (Pyrostegia venusta) – gatunek rośliny z rodziny bignoniowatych. Pochodzi z południowej Brazylii i Paragwaju, ale naturalizowany również na innych obszarach. Jest uprawiany w wielu częściach świata jako roślina ozdobna ze względu na piękne kwiaty. Może stać się gatunkiem inwazyjnym. Roślina bardzo wrażliwa na zimno, preferuje stanowiska nasłonecznione. Strefy mrozoodporności: 9–11. Odporna na zasolenie gleby.

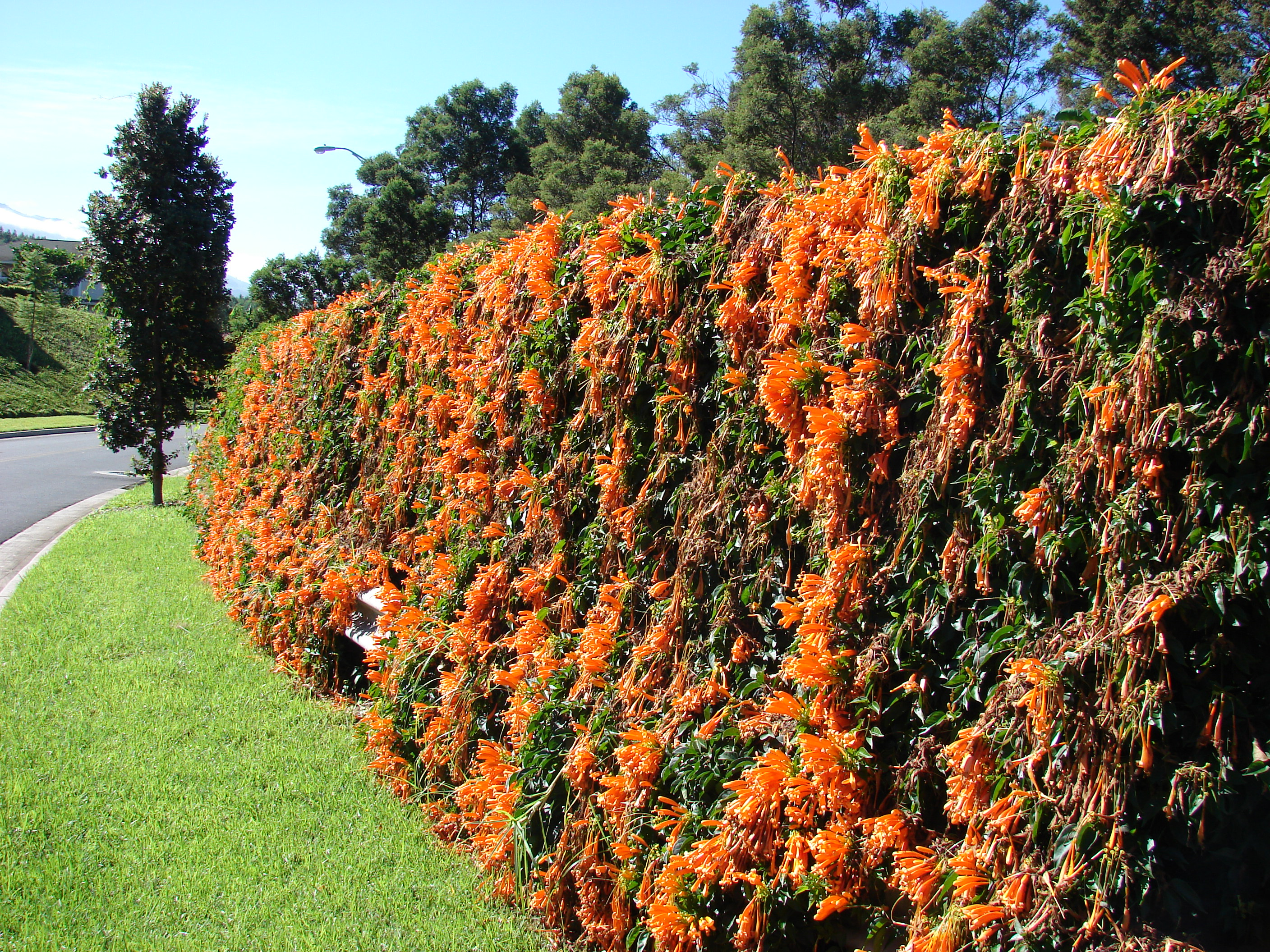
Ogrodzenie

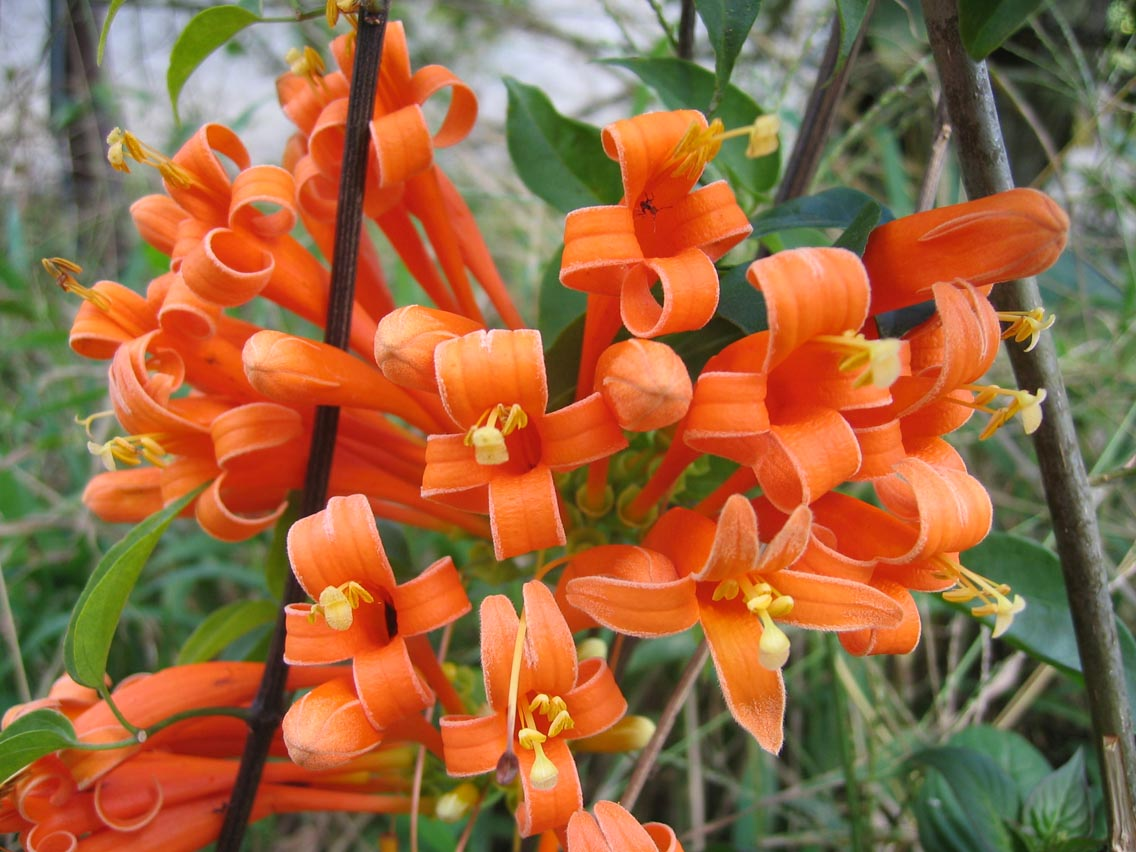
Zbliżenie kwiatów

## Morfologia
PokrójWiecznie zielone, mocno rozrastające się pnącze wspinające się na wysokość do 15 m, w uprawie mniej.
LiścieNaprzeciwległe, 3-krotne, skórzaste, błyszczące, z jajowatymi listkami o długości do 10 cm i trójdzielnymi wąsami czepnymi.
KwiatyTrąbkowate, zebrane w wiechy na końcach pędów. Korona pięcioklapowa, pomarańczowoczerwona, długa rurka korony, łatki wywinięte na zewnątrz. Z korony wystają 4 pręciki i słupek. Kwiaty zapylane przez ptaki.
OwocePodłużne, spłaszczone torebki, o długości do 30 cm i grubości do 1,5 cm. Dojrzałe pękają na dwie połowy i uwalniają liczne, oskrzydlone nasiona.

## Zastosowanie
- Sadzona jako nieprzerwanie kwitnąca roślina ozdobna, na płoty, pergole, ściany budynków itd.